# Forgotten Library
Albums de Buckethead
The Silent Picture Book
(2012) Propellar
(2013)
Forgotten Library est le 41e album studio de Buckethead. Il est aussi le 11e album faisant partie de la série « Buckethead Pikes ».
Il fut publié dans un premier temps le 12 avril 2013 en version limitée (l'album n'ayant pas de pochette officielle, Buckethead les dessinait à la main et les numérotait. Les pistes ne possédaient pas de titre tout comme l'album).
Le 4 juin 2013, Buckethead met en ligne la version standard de « Pike #11 » et l'intitule Forgotten Library. Les pistes possèdent désormais des titres et l'ordre fut conservé (il est déjà arrivé qu'il soit modifié lors d'une transition limitée/standard, par exemple, de Happy Holiday From Buckethead à 3 Foot Clearance).

## Liste des titres
| 1.    | Disintergration         | 4:57 |
| 2.    | Corpse Be Animated      | 3:41 |
| 3.    | Faded From View         | 8:46 |
| 4.    | Yellowed Pages          | 1:42 |
| 5.    | Beginning Putrification | 6:08 |
| 6.    | Decay                   | 4:27 |
| 7.    | Forgotten Library       | 1:28 |
| 31:24 |                         |      |